# NGC 5655
NGC 5655 је спирална галаксија у сазвежђу Волар која се налази на NGC листи објеката дубоког неба.
Деклинација објекта је + 13° 58' 9" а ректасцензија 14h 30m 51,0s. Привидна величина (магнитуда) објекта NGC 5655 износи 13,3 а фотографска магнитуда 14,0. NGC 5655 је још познат и под ознакама UGC 9333, MCG 2-37-20, CGCG 75-60, KUG 1428+141, IRAS 14284+1411, PGC 51857.